# فرودگاه لانگ بانگا
فرودگاه لانگ بانگا (به انگلیسی: Long Banga Airport) (به زبان بومی: Lapangan Terbang Long Banga) یک فرودگاه همگانی با کد یاتا LBP است که یک باند فرود آسفالت دارد و طول باند آن ۵۵۰ متر است. این فرودگاه در کشور مالزی قرار دارد و در ارتفاع ۲۲۹ متری از سطح دریا واقع شده است.

## شرکت‌های هواپیمایی و مقصدهای پروازی
| شرکت‌های هواپیمایی                 | مقصدهای پروازی |
| --------------------------------- | -------------- |
| مالزی ایرلاینز اجرا توسط MASwings | مارودی، میری   |